# Једрењак Колумбија
Једрењак Колумбија, који се налази у Дизниленд парку у Анахајму, Калифорнија, је потпуна реплика Columbia Rediviva, првог америчког брода који је опловио свет. Колумбија плови у парку више од педесет година. Путници брода путују дуж река Америке у трајању од 12 минута. Ноћу, Колумбија игра улогу пиратског брода у представама на обали реке током ноћне представе у парку, Фантазмик!

## Историја
Када је Волт Дизни одлучио да Рекама Америке треба више речног саобраћаја и желео да се још један велики брод придружи Марк Твену, замолио је Џоа Фаулера, који је био надзорник изградње Дизниленда и бивши поморски адмирал, да предложи историјски једрењак за инспирацију. Након што је прегледао сваки поморски музеј у земљи, Фаулер је препоручио први амерички једрењак који је кренуо око света: Columbia Rediviva. Међутим, постоји само једна позната слика о постојању оригиналног брода. Дизнијеви истраживачи (Walt Disney Imagineering) су га користили, заједно са истраживачким материјалом из Конгресне библиотеке, да дизајнирају Колумбију.
Архитекта и уметник Реј Волас је 1957. године добио задатак да ради са Фаулером у креирању планова изградње, оригинални дизајн је скицирао Реј Волас на салвети на састанку на којем се разговарало о коначном дизајну брода. Бродски јарболи, конопци, труп и једра су изграђени на Тод бродоградилишту, Лос Анђелос Дивижн, Сан Педро, Калифорнија, где је труп брода Марк Твен изграђен неколико година раније. Пошто је Фаулер рекао Дизнију да је уобичајено да се стави сребрни долар испод сваког јарбола пре него што се поставе, Дизни је лично ставио по један испод сваког од три јарбола Колумбије.
За крштење брода 4. јуна 1958. Фаулер је био обучен у капетана из 18. века, док су се као његова посада појавили чланови Клуба Мики Мауса. Од тада, једрењак Колумбија је имао много обимних реновирања, али једина велика промена је додавање одаја за посаду 1964. године.
Колумбију је крстила Гречен Кемпбел Ричмонд, супруга Алфреда К. Ричмонда, команданта обалске страже Сједињених Држава (1954—1962).
Копија Колумбије била је планирана за Дизни свет, али је отказана и замењена плановима за изградњу другог пароброда.
Дана 11. јануара 2016. једрењак Колумбија, заједно са другим атракцијама и представама дуж река Америке, привремено је затворен због изградње Ратова звезда: Ивица галаксије. Брод је поново отворен 29. јула 2017. 

## Опис атракције
Путници чекају брод дужине 34 м, који полази сваких 25 минута, унутар заштићеног подручја званог Гранично подручје, који се налази у Граничној земљи. Простор за чекање од 26 м Колумбија дели са речним бродом Марк Твен. Историјске заставе Сједињених Држава истакнуте су на улазу у атракцију.
Путници се укрцавају у реплику оригиналног једрењака Колумбија тако што се пењу степеницама на главну палубу. Када се укрцају, могу да посете наутички музеј испод палубе, који показује какав је живот био за посаду из 1787. Поред кухиње, оставе, складишта и амбуланти, постоје делови за посаду, шефове, првог официра, капетана, и хирурга.
Када брод крене, почиње путовање дуж Река Америке. Брод, који има три јарбола и опрему, али ретко развија своја једра, покреће мотор на компримовани природни гас. Пролази истом стазом као и Марк Твен, скривен зеленом бојом у води.
Капетан даје ироничне коментаре док издаје наређења својој посади, док је снимљена музика у позадини избор морнарских песама, као што је „Blow the Man Down“. Док брод пролази поред тврђаве Вилдернес на острву Том Сојер, члан екипе Колумбије испаљује два ћорка калибра 12 из једног од десет бродских топова. Тврђава је имала и топ који је узвраћао.
Једрењак Колумбија ради само у најпрометнијим данима у парку или када Марк Твен не ради. Атракција се обично отвара у 11 ујутро и затвара се у сумрак. У вечерњим сатима када се Фантазмик! изводи, у сумрак ће се затворити и брод, који у представи игра улогу Црног бисера (брод из Пирата са Кариба). У претходним инкарнацијама Фантазмика!, брод је служио као гусарски брод капетана Куке. Када брод не ради, усидрен је у Фаулеровој луци, у близини атракције Уклета вила.

## Несреће
Дана 24. децембра 1998. клин који је служио за причвршћивање брода за док се откачио, ударајући неке посетиоце парка, Луан Фи Досона и супругу Лиу Туи Вуонг. Повређена је и 30-годишња запослена раднице парка из Анахајма у Калифорнији. Досон је проглашен мртав два дана касније у медицинском центру УЦИ у Оринџу, Калифорнија, када му је искључен систем за одржавање живота.

### Фусноте
1. ↑  Todd Pacific Shipyards Corporation, Los Angeles Division. Long-Range Facilities Plan. Contract MA-8O-SAC-O1O29 (Извештај). 31. 7. 1981. Архивирано из оригинала 23. 06. 2015. г. Приступљено 12. 12. 2021. „This was followed by fabrication of the masts, rigging, spars and sails for the 106 foot pirate ship "Columbia."”
2. ↑  „Passport to Dreams Old & New: A Day at the Columbia Harbour House”. 18. 8. 2016.
3. ↑  Glover, Erin (24. 9. 2015). „Season of the Force Begins November 16 at Disneyland Park in Southern California”. Disney Parks Blog. Архивирано из оригинала 12. 12. 2021. г. Приступљено 25. 4. 2019.
4. ↑  Glover, Erin (28. 7. 2016). „Disneyland Railroad and Rivers of America Attractions to Reopen Summer 2017 at Disneyland Park”. Disney Parks Blog. Архивирано из оригинала 29. 07. 2016. г. Приступљено 28. 7. 2016.
5. ↑  Glover, Erin (15. 6. 2017). „Classics Come Back to Disneyland Park this Summer with the Return of 'Fantasmic!,' Rivers of America and Disneyland Railroad”. Disney Parks Blog. Архивирано из оригинала 19. 06. 2017. г. Приступљено 15. 6. 2017.
6. ↑  Gale, Elaine; Kandel, Jason (1998-12-28). „Family Excitement Preceded Tragedy on Disneyland Dock”. Los Angeles Times. Приступљено 2009-07-05.